# Rédouane Jiyed
Rédouane Jiyed (arabisch رضوان جيد, DMG Riḍwān Ǧayyid; * 9. April 1979 in Agadir) ist ein marokkanischer Fußballschiedsrichter. Er steht als dieser seit 2009 sowie als Video-Assistent seit 2021 auf der Liste der FIFA-Schiedsrichter.

## Karriere
International leitet er seit mindestens 2018 Spiele der CAF Champions League sowie seit 2014 Freundschaftsspiele zwischen Nationen. Weiter leitete er neun Partien in vier Ausgaben des Afrika-Cups, darunter das Spiel um Platz 3 2022. Zur Weltmeisterschaft 2022 wurde er ins Aufgebot der Video-Assistenten berufen.
Beim Afrika-Cup 2024 war Jiyed laut Medienberichten und eigenen Angaben als Schiedsrichter erneut für das Spiel um Platz 3 vorgesehen, weigerte sich jedoch, die Ansetzung anzunehmen, aus Protest, dass das Finale nicht an ihn, sondern an Dahane Beida vergeben worden war.